# Resolutie 891 Veiligheidsraad Verenigde Naties
Resolutie 891 van de Veiligheidsraad van de Verenigde Naties werd unaniem aangenomen op 20 december 1993. De resolutie verlengde de VN-waarnemingsmissie op de Rwandees-Oegandese grens met een half jaar.

## Achtergrond
Al tijdens het Belgische koloniale tijdperk was er geweld tussen de Hutu- en de Tutsi-bevolkingsgroepen in Rwanda. Desondanks bleef die laatste, die in de minderheid was, de macht uitdragen. Na de onafhankelijkheid bleef het etnische conflict aanslepen, totdat er in 1978 de Hutu's als machtshebbers verkozen werden. Tijdens deze rustige periode mochten Tutsi-vluchtelingen niet naar Rwanda terugkeren en in de jaren 1980 kwam het opnieuw tot geweld. In 1990 vielen Tutsi-milities van het FPR met Oegandese steun Rwanda binnen. Met westerse steun werden zij echter verdreven. Toch werden er hierna vredesgesprekken gestart.

## Inhoud
De Veiligheidsraad:
- bevestigt de resoluties 812 en 846;
- herinnert aan resolutie 872 die de UNAMIR oprichtte;
- bestudeerde het rapport van secretaris-generaal Boutros Boutros-Ghali;
- verwelkomt de goede resultaten van de UNOMUR-waarnemingsmissie;
- steunt het standpunt van de secretaris-generaal, dat ook door Oeganda en Rwanda gedeeld wordt, dat UNOMUR stabiliteit en vertrouwen bracht;

1. verwelkomt het rapport;
2. besluit om UNOMUR met zes maanden te verlengen;
3. merkt op dat de integratie van UNOMUR in UNAMIR puur administratief is en het mandaat niet beïnvloedt;
4. waardeert de medewerking en ondersteuning van Oeganda aan UNOMUR;
5. benadrukt het belang van de medewerking van de civiele en militaire autoriteiten in de regio;
6. besluit om op de hoogte te blijven.

## Verwante resoluties
- Resolutie 846 Veiligheidsraad Verenigde Naties
- Resolutie 872 Veiligheidsraad Verenigde Naties
- Resolutie 893 Veiligheidsraad Verenigde Naties (1994)
- Resolutie 909 Veiligheidsraad Verenigde Naties (1994)

Lijst ·  800 ·  801 ·  802 ·  803 ·  804 ·  805 ·  806 ·  807 ·  808 ·  809 ·  810 ·  811 ·  812 ·  813 ·  814 ·  815 ·  816 ·  817 ·  818 ·  819 ·  820 ·  821 ·  822 ·  823 ·  824 ·  825 ·  826 ·  827 ·  828 ·  829 ·  830 ·  831 ·  832 ·  833 ·  834 ·  835 ·  836 ·  837 ·  838 ·  839 ·  840 ·  841 ·  842 ·  843 ·  844 ·  845 ·  846 ·  847 ·  848 ·  849 ·  850 ·  851 ·  852 ·  853 ·  854 ·  855 ·  856 ·  857 ·  858 ·  859 ·  860 ·  861 ·  862 ·  863 ·  864 ·  865 ·  866 ·  867 ·  868 ·  869 ·  870 ·  871 ·  872 ·  873 ·  874 ·  875 ·  876 ·  877 ·  878 ·  879 ·  880 ·  881 ·  882 ·  883 ·  884 ·  885 ·  886 ·  887 ·  888 ·  889 ·  890 ·  891 ·  892